# Schizoglossum orbiculare
Schizoglossum orbiculare är en oleanderväxtart som beskrevs av Rudolf Schlechter. Schizoglossum orbiculare ingår i släktet Schizoglossum och familjen oleanderväxter. Inga underarter finns listade i Catalogue of Life.